# Рогожин, Михаил Петрович
Михаил Петрович Рогожин (род. 16 июня 1933 год, рудник Балахчин, Красноярский край) — главный инженер опытного хозяйства Всесоюзной организации «Киргизская машинно-испытательная станция», Киргизская ССР. Герой Социалистического Труда (1988). Депутат Верховного Совета Киргизской ССР.

## Биография
Родился в 1933 году на руднике Балахчин в семье служащего.
В 1946 году его родители переехали в Киргизию. В 1948 году окончил семилетнюю школу во Фрунзе и в 1950 году — ремесленное училище связи, после которого работал в городе Молотов. Окончил вечернюю среднюю школу в Молотове.
С 1952 года обучался в Сибирском металлургическом институте в Новокузнецке и с 1954 года — в Киргизском сельскохозяйственном институте во Фрунзе, который окончил в 1958 году, получив специальность «инженер-механик». С этого же года трудился инженером на Киргизской машинно-испытательной станции объединения «Союзсельхозтехника». Занимался разработкой и испытанием новой сельскохозяйственной техники. В августе 1961 года назначен главным инженером этого же предприятия.
Указом Президиума Верховного Совета СССР от 10 мая 1988 года за выдающиеся заслуги в получении высоких урожаев зерновых и кормовых культур на основе применения интенсивных технологий, увеличение производства и продажи государству продукции земледелия и животноводства и проявленную трудовую доблесть удостоен звания Героя Социалистического Труда с вручением ордена Ленина и золотой медали «Серп и Молот».
С 1989 по 1994 года — директор Киргизской машинно-испытательной станции.
Избирался депутатом Верховного Совета Киргизской ССР (1990—1995).
После выхода на пенсию переехал в Новосибирск.